# Bactericera miyatakeiana
Bactericera miyatakeiana är en insektsart som beskrevs av Lauterer, Yang och Fang 1988. Bactericera miyatakeiana ingår i släktet Bactericera och familjen spetsbladloppor. Inga underarter finns listade i Catalogue of Life.